# 稀花蓼
稀花蓼（学名：[Polygonum dissitiflorum] 错误：{{Lang}}：文本有斜体标记（帮助）），为蓼科蓼属下的一个植物种。